# Pennard Castle
Pennard Castle er ruinen af en borg nær landsbyen Pennard på Gowerhalvøen i det sydlige Wales.
Borgen blev oprindeligt opført i 1100-tallet som et voldsted med tømmerpalisader efter den normanniske invasion af Wales. Murene blev genopført i sten af Braose-familien overgangen til 1400-tallet, og her blev også opført en portbygning af sten. Få år senere gjorden vandreklitter dog at området blev forladt, og borgen gik i forfald.
I 1900-tallet blev ruinen restaurereret, og borgen er i dag en listed building af 2. grad.